# Varre, varre, vassourinha...
"Varre, varre, vassourinha..." foi o jingle da campanha "varre, varre vassourinha, varre a corrupção", mote usado por Jânio Quadros, candidato do PTN apoiado pela conservadora UDN nas eleições para a presidência do Brasil em 1960. Composta por Maugeri Neto e Fernando Azevedo de Almeida – amigo de Jânio  –, a música possuía apenas uma estrofe, que repetida duas vezes, continha os seguintes versos:
Varre, varre, varre vassourinha!
Varre, varre a bandalheira!
Que o povo já 'tá cansado
De sofrer dessa maneira
Jânio Quadros é a esperança desse povo abandonado!
Jânio Quadros é a certeza de um Brasil, moralizado!
Alerta, meu irmão!
Vassoura, conterrâneo!
Vamos vencer com Jânio!
Em 1982, durante a campanha de Jânio Quadros para governador do estado de São Paulo, em que ele terminou em terceiro lugar,  houve o lançamento de uma nova versão do jingle, cuja letra dizia:
Varre, varre, vassourinha 
Varre, varre a bandalheira
Que o povo já está cansado de sofrer dessa maneira
Jânio Quadros em São Paulo foi melhor governador
Ninguém pode negar a sua obra e o seu valor
Agora está na hora da grande vassourada
O povo quer a volta de Jânio consagrada!
Varre, varre, vassourinha
Que você já está na história
Jânio! O jeito é Jânio!
Para reforçar a ideia de combate à corrupção na política, ambas as versões do jingle empregam o som de uma vassoura várias vezes.

A vassoura ainda foi citada em mais um jingle de Jânio, esse na campanha vitoriosa para a Prefeitura de São Paulo, em 1985, composto pelo músico Ovelha. Sem o mesmo ritmo do jingle de 1960, a letra dizia: "Chegou a hora da honestidade, do trabalho, da saúde, da educação, o Jânio vai voltar com a vassoura, para acabar com a corrupção." Essa foi a única alusão à vassoura naquela campanha.